# Alchemilla hypotricha
Alchemilla hypotricha es una especie de planta del género Alchemilla, perteneciente a la familia Rosaceae.

## Taxonomía
Alchemilla hypotricha fue descrita por Serguéi Yuzepchuk en 1957.

## Distribución
Se encuentra en el territorio de Transcaucasia.